# Bernd Meiners
Bernd Meiners (* 17. September 1952 in Cloppenburg) ist ein deutscher Fotograf und Kameramann.

## Leben
Bernd Meiners wuchs als drittes von vier Geschwistern im niedersächsischen Cloppenburg auf, wo seine Eltern einen Fotoladen betrieben. Er erinnert sich, wie er als Junge mit seinem Vater und einer großen Plattenkamera mit dem Fahrrad aufs Land fuhr, um ein Gruppenfoto einer vielköpfigen Hochzeitsgesellschaft aufzunehmen. Die Fotolehre absolvierte er im elterlichen Betrieb. Die Meisterprüfung für Fotografie legte er 1974 in Hamburg ab. Von 1980 bis 1986 studierte er Visuelle Kommunikation beim Dokumentarfilm- und Videoprofessor Gerd Roscher und beim Bühnenbildner Wilfried Minks an der Hochschule für bildende Künste Hamburg. Seit den späten 1970er Jahren arbeitet er als freischaffender Kameramann für Experimental-, Spiel- und Dokumentarfilme. Zahlreiche Produktionen, an denen er mitwirkte, wurden auf internationalen Filmfestivals ausgezeichnet. Seine Arbeiten sind geprägt von einem dokumentarischen Realismus, der gleichzeitig künstlerisch anspruchsvoll ist.

## Rezeption
In einem Porträt mit dem Titel Der Weltenbildermacher schrieb die TAZ online über Bernd Meiners: „Er hat nie Werbung gemacht und „keinen Bock auf Fernsehspiele“, drehte auch keinen „Tatort“ – obwohl es an Angeboten nicht fehlte. Und er will erklärtermaßen kein „Schnipsel-Lieferant“ für Fernsehredaktionen sein, in denen die Beiträge routiniert und uninspiriert zusammengeschnitten werden. Stattdessen ließ er sich stets von seiner Neugier leiten und davon, ob ihn die Visionen der jeweils Regieführenden faszinieren.“

## Filmografie (Auswahl)
- 1978: Von Tag zu Tag, Experimenteller Spielfilm – Regie: Ulrich Stein
- 1983: Blackbox, Experimenteller Spielfilm – Regie: Benedikt Ramm und Bernd Meiners
- 1985: Phantomjagd über Gesicht und Landschaft, Filmessay – Regie: Volker Einrauch und Lothar Kurzawa
- 1986: Tod eines Nachrichtensprechers, Kurzspielfilm – Regie: Volker Einrauch und Lothar Kurzawa
- 1988: Oxala, das magische Erbe der Trance, Dokumentarfilm – Regie: Ulrich Stein
- 1988: Verloren in Amerika, Dokumentarfilm – Regie: Jan Schütte
- 1989: König der Eidechsen, Spielfilm – Regie: Andreas Piontkowitz
- 1990: Black Rider, Dokumentation – Regie: Theo Janßen und Ralph Quinke
- 1990: Das Kartenhaus, Spielfilm – Regie: Volker Einrauch und Lothar Kurzawa
- 1991: Im Kreise der Lieben, Spielfilm – Regie: Hermine Huntgeburth
- 1991: Nach Patagonien, Filmessay – Regie: Jan Schütte
- 1992: El Condor no pasa, Dokumentarfilm – Regie: Ralph Schwingel
- 1992: Deutsche Sitten, Dokumentarfilm – Regie: Ralph Quinke
- 1993: Mein Herz ist eine Flasche, Dokumentarfilm – Regie: Hyun-Sook Song
- 1994: Der Trommler (Wladimir Tarassow), Porträt – Regie: Manfred Waffender
- 1995: Eine Reise in das Innere von Wien, Dokumentarfilm – Regie: Jan Schütte
- 1995: Die Mutter des Killers, Spielfilm – Regie: Volker Einrauch
- 1996: Die Ohrenzeugen, Dokumentarfilm – Regie: Manfred Waffender
- 1996: Liebe in Hollywood – Dokumentation – Regie: Georg Stefan Troller
- 1999: Simone de Beauvoir, Porträt – Regie: Ralph Quinke
- 1999: Freihändig (Alexander von Schlippenbach), Dokumentarfilm – Regie: Manfred Waffender
- 1997: Lieder der Maori, Dokumentation – Regie: Manfred Waffender
- 1998: Flucht in den Dschungel, Dokumentarfilm – Regie: Michael Juncker
- 1998: Hollywood Profile (Isabella Rossellini), Porträt – Regie: Georg Stefan Troller
- 1998: Toshinori Kondō – The Great Grandson of the Man Who Drank a Cow, Porträt – Regie: Thomas Stiller
- 1999: Music City San Francisco, Dokumentation – Regie: Manfred Waffender
- 1999: Ein Leben mit den Göttern (Susanne Wenger), Dokumentarfilm – Regie: Claudia Willke
- 1999: Die Kinder von Bulldogs Bank, Dokumentarfilm – Regie: Beatrix Schwehm
- 2001: Die Liebenden von Hotel Osman – Regie: Idil Üner
- 2000: Bach Cantata Pilgrimage, Dokumentation – Regie: Manfred Waffender
- 2000: Nacht der langen Schatten (Marie Boine), Porträt – Regie: Claudia Willke und Stephan Meier
- 2000: Paragraph 175, Dokumentation – Regie: Rob Epstein und Jeffrey Friedmann
- 2001: Die Liebenden von Hotel Osman – Regie: Idil Üner
- 2001: Gnadenlos – Letzte Chance für junge Gewalttäter, Dokumentarfilm – Regie: Andrea Schramm
- 2001: Jupiter’s Travels, Dokumentarfilm – Regie: Manfred Waffender
- 2002: Selbstbeschreibung, Dokumentarfilm mit Spielszenen – Regie: Georg Stefan Troller
- 2002: Return of the Tüdelband, Dokumentarfilm – Regie: Jens Huckeriede
- 2002: Geschichten aus dem Lepratal, Dokumentarfilm – Regie: Andrei Schwartz
- 2003: Zwischen den Welten – Ein Imam in Deutschland, Porträt – Regie: Jana Matthes und Andrea Schramm
- 2003: Die Verschwörung – Aufstieg und Fall des Salvador Allende, Dokumentarfilm – Regie: Michael Trabitzsch
- 2003: Die Kinder sind tot, Dokumentarfilm – Regie: Aelrun Goette
- 2004: Zwischen Perfektion und Freiheit. Die Geigerin Viktoria Mullova, Porträt – Regie: Claudia Willke
- 2004: Vom Schaukeln der Dinge, Dokumentarfilm – Regie: Beatrix Schwehm
- 2004: 92 Quadratmeter Russland, Dokumentarfilm – Regie: Eva Gerberding und Andrea Schramm
- 2004: Der letzte Tag des Salvador Allende, Spielfilm – Regie: Michael Trabitzsch
- 2005: Geschlossene Gesellschaft, Dokumentarfilm – Regie: Andrei Schwartz
- 2005: Der Junge ohne Eigenschaften, Spielfilm – Regie: Thomas Stiller
- 2005: James Dean – Kleiner Prinz, little Bastard, Porträt – Regie: André Schäfer
- 2006: Verfolgt, Spielfilm – Regie: Angelina Maccarone
- 2006: Zhao und Yang – Die Unbeirrbaren, Dokumentarfilm – Regie: Monika von Behr
- 2006: 100 Porsches und ich, Dokumentarfilm – Regie: André Schäfer
- 2006: Die Geschichte des Schwulen und Lesbischen Films – Regie: André Schäfer
- 2007: Luise – Eine deutsche Muslima, Dokumentarfilm – Regie: Beatrix Schwehm
- 2007: Der andere Junge, Spielfilm – Regie: Volker Einrauch
- 2007: Peace Mission, Dokumentation – Regie: Dorothee Wenner
- 2008: Moderne Luftschlösser, Vierteilige Dokumentation – Regie: André Schäfer
- 2008: Lenin kam nur bis Lüdenscheid, Dokumentarfilm – Regie: André Schäfer und Richard David Precht
- 2008: Ghosted, Spielfilm – Regie: Monika Treut
- 2009: Ab nach Rio – Die Guggenheim Akte, Dokumentarfilm – Regie: Jens Huckeriede
- 2009: Doris Dörrie – Kunst darf unterhalten, Porträt – Regie: Beatrix Schwehm
- 2009: Lieben Sie Kitsch?, Filmessay – Regie: Tink Diaz
- 2010: Der Tag des Spatzen, Dokumentarfilm – Regie: Philip Scheffner
- 2010: Essen macht glücklich!, Dokumentation – Regie: André Schäfer
- 2010: Himmelstöne, Dokumentarfilm – Regie: André Schäfer
- 2011: Memphis in May, Dokumentation – Regie: Claus Bredenbrock
- 2011: Die Fugger, Zweiteilige Dokumentation – Regie: Werner Köhne
- 2011: The Look (Charlotte Rampling), Porträt – Regie: Angelina Maccarone
- 2012: Erlesene Welten – Hungry Minds, Dokumentarfilm – Regie: Beatrix Schwehm
- 2012: Das Rohe und das Gekochte, Dokumentarfilm – Regie: Monika Treut
- 2012: Revision, Dokumentarfilm – Regie: Philip Scheffner
- 2012: Halbe Nacht, Kurzfilm – Regie: Vanessa Nica Müller
- 2013: Motor City Detroit, Dokumentarfilm – Regie: Claus Bredenbrock
- 2013: Drama Consult, Doku-Fiction – Regie: Dorothee Wenner
- 2013: Die Mission der Genies, Dokumentation – Regie: Thomas Ammann
- 2014: In God’s Hand, Dokumentarfilm – Regie: Peter Woditsch
- 2014: Der Prinz, Doku-Fiction – Regie: Mahmoud al Massad
- 2014: Song of the Cowboy, Dokumentarfilm – Regie: Herbert Krill
- 2015: Zona Norte, Dokumentarfilm – Regie: Monika Treut
- 2015: And-Ek Ghes..., Dokumentarfilm – Regie: Philip Scheffner und Colorado Velcu
- 2015: Plateau, Kurzfilm – Regie: Vanessa Nika Müller
- 2016: Rasputin – Mord am Zarenhof, Dokumentation – Regie: Eva Gerberding
- 2016: Kann man Gott beleidigen?, Dokumentation – Regie: Werner Köhne
- 2017: Luise & Mohamed. Aufbruch nach Algier, Dokumentarfilm – Regie: Beatrix Schwehm
- 2017: Werner Nekes – Das Leben zwischen den Bildern, Dokumentarfilm – Regie: Ulrike Pfeiffer
- 2018: Das stille Leuchten. Wiedereroberung der Gegenwart, Dokumentation – Regie: Anja Krug-Metzinger
- 2018: Die Jungs, Dokumentation – Regie: Tink Diaz
- 2018: F.C. Gundlach – Meister der Modefotografie, Porträt – Regie: Eva Gerberding

## Fotoausstellungen
- 2004: Nachtbilder & Hörbilder. Literaturhaus Hamburg
- 2017: Foto- und Filmausstellung Bernd Meiners. Galerie Kulturboden Scharnebeck
- 2018: Wald Wasser Wüste. Galerie am Schwarzen Meer, Bremen
- 2019: Bernd Meiners – Fotografie und Film. Freie Akademie der Künste in Hamburg